# 浅沼良次
浅沼 良次（あさぬま りょうじ、1921年 - 2002年7月1日）は日本の郷土史家である。八丈島の歴史・民俗を専門とする。

## 経歴
- 1921年、八丈島末吉村に生れる
- 日本大学法学部法律学科卒
- 東京都立八丈高等学校教諭（社会）
- 1964年1月26日、八丈島湯浜遺跡発見
- 1970年4月、都立八丈高等学校定時制教頭
- 1981年3月31日、同校退職
- 2002年7月1日、肺炎のため八丈町立病院で死去[1]

## 著書など
- 浅沼良次（1959,1968改訂版）『流人の島―八丈風土記―』日本週報社
- 浅沼良次（1962）「八丈島の方言」プリント
- 浅沼良次（1963.01）「八丈島民話選」『八丈文化』第1号、八丈島文化会
- 浅沼良次（1965）『八丈島の民話』（日本の民話40）未来社
- 浅沼良次（1981.06）『女護が島考』未来社
- 南原豪夫（1988）『流人残酷物語 囚人たちへの鎮魂歌』[2]講談社出版サービスセンター
- 浅沼良次（1999.10）『八丈島の方言辞典』朝日新聞出版サービス